# Juliet Campbell
Juliet Campbell (Kingston, Jamaica, 17 de marzo de 1970) es una atleta jamaicana, especialista en la prueba de 4 x 100 m, en la que ha logrado ser medallista de bronce mundial en 2001.

## Carrera deportiva
En el Mundial de Edmonton 2001 ganó la medalla de bronce en el relevo 4 x 100 metros, con un tiempo de 42.40 segundos, tras Alemania y Francia, siendo sus compañeras de equipo: Merlene Frazer, Beverly McDonald y Astia Walker.